# Boy George

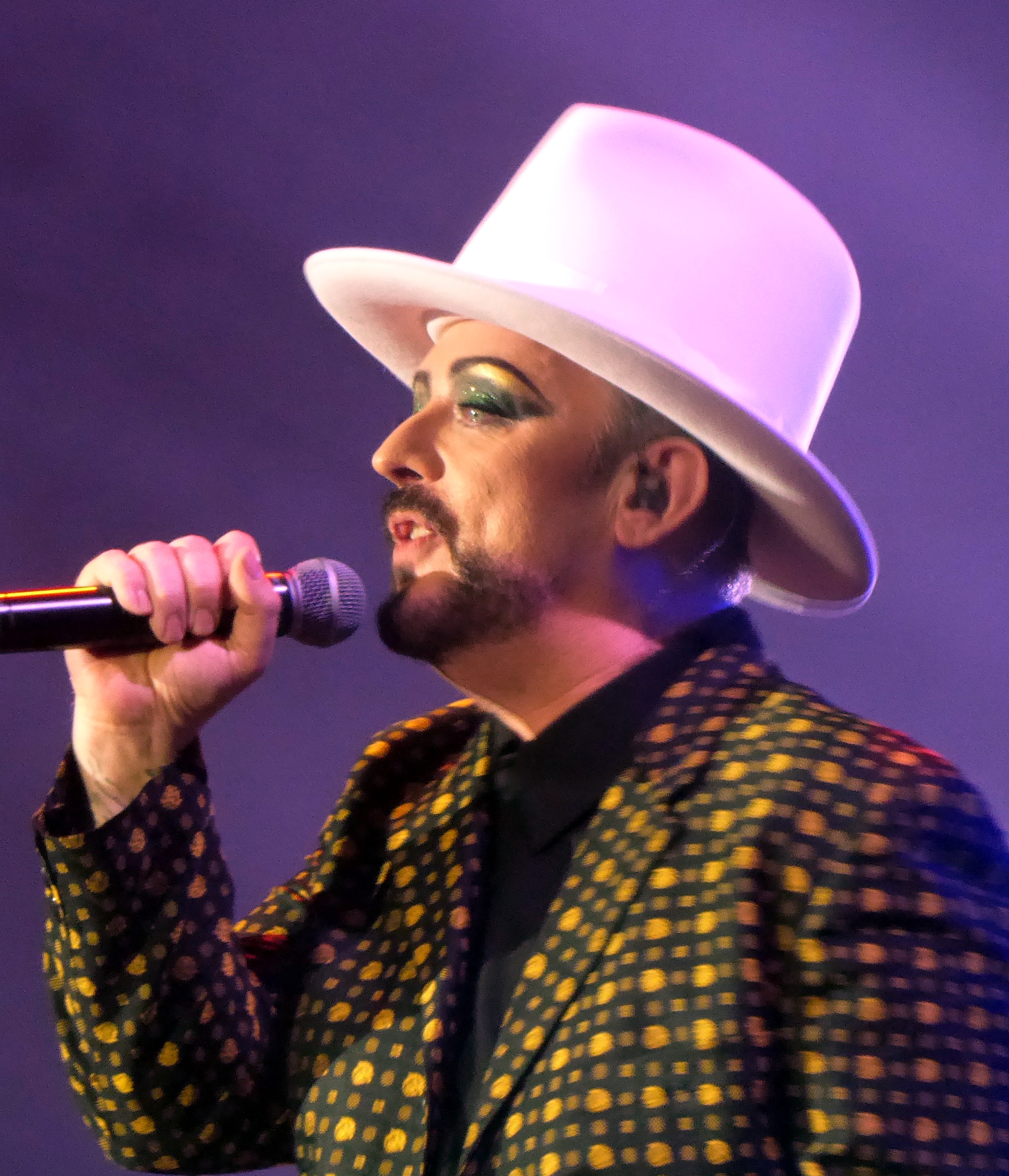
Boy George (2016)

Boy George (eigentlich George Alan O’Dowd; * 14. Juni 1961 in Bexleyheath, Gemeinde Bexley, heute London) ist ein britischer Sänger, Songwriter und House-DJ. Weltweit bekannt wurde Boy George in den frühen 1980er Jahren als Sänger der Band Culture Club. Auch aufgrund seines extravaganten Erscheinungsbildes und androgynen Kleidungsstils avancierte er zu einem der bekanntesten Pop-Idole der New Romantic.

## Leben
George wuchs als dritter Sohn einer irisch-katholischen Familie auf. Sein Interesse für Musik und Mode entwickelte sich früh; als Verehrer von Marc Bolan, David Essex und seinem Idol David Bowie liebte er nicht nur deren Musik, sondern kopierte deren Kleidungsstil. Seine Eltern tolerierten anfangs Georges modische Eskapaden; problematisch wurde es 1976, als George der Schule verwiesen wurde, unter anderem auch, weil er sich den in England geltenden Kleidungsvorschriften für Schüler nicht beugen wollte. George zog nach London, wo er sich mit Gelegenheitsjobs über Wasser hielt. Nachts nahm er am Leben der Londoner Szene teil, suchte in einschlägigen Clubs Kontakt zu „Bowie-Kids“, Punks und Drag Queens. Hier lernte er Marilyn, Jeremy Healy und Steve Strange kennen. Strange, der zusammen mit Rusty Egan (Rich Kids, Visage) erst das Billy’s und später, um 1980, die Diskothek Blitz leitete, verschaffte George schließlich dort einen Job an der Garderobe.
Zu dieser Zeit war der Musik-Manager Malcolm McLaren auf der Suche nach einem neuen Sänger für seine Band Bow Wow Wow. Über den Gitarristen Matthew Ashman lernte er George kennen und besetzte ihn als Lieutenant Lush an der Seite der Sängerin Annabella Lwin als Frontperson. Nach nur einigen Auftritten, beispielsweise im Londoner Rainbow Theatre, entließ McLaren George jedoch.

„Bis heute weiß ich nicht genau, warum er mich überhaupt in der Gruppe wollte. Ich glaube, er war mit Annabella unzufrieden und wollte ihr einen Schuß vor den Bug verpassen. Die Rechnung scheint für ihn aufgegangen zu sein – denn so plötzlich wie er mich engagiert hatte, feuerte er mich auch wieder.“

George bemühte sich weiter um eine musikalische Karriere. Er lernte Mikey Craig, später Roy Hay und Jon Moss kennen. Mit ihnen gemeinsam gründete er 1981 zunächst als „Sex Gang Children“ die britische New-Wave-Band Culture Club.

### Weltweites Pop-Idol
Fortan firmierte er unter dem Künstlernamen Boy George. In einem Playboy-Interview erklärte George dazu: „Viele Rasta-Typen nennen sich King Freddie oder Poppa George. ‚Boy‘ war sozusagen die zahme Version davon.“ Er wurde das optische Aushängeschild der Band, sein „Look“, anfangs geprägt von der britischen Modedesignerin Sue Clowes, das Markenzeichen von Culture Club. Im November 1982 trat die Band mit ihrem Hit Do You Really Want to Hurt Me erstmals bei Top Of The Pops auf. Danach gab es in den britischen, bald darauf weltweiten Medien kein Halten mehr. Boy George wurde „Englands Maskottchen“ (Der Spiegel). Tip beschrieb George als „eine Geisha, die sich als chassidischer Rastafarier verkleidet hat“, und das Rock-Lexikon befand, er wirke „wie eine putzige Aufziehpuppe des Pop, wie eine Phantasiefigur, die aus einem psychedelischen Cartoon entsprungen sein konnte“. Zahlreiche internationale Zeitschriften, wie Bravo, Rolling Stone, Harper’s Bazaar oder Cosmopolitan, bewilligten Boy George ein Titelcover. 1982 und 1983 wählten ihn die Leser des Daily Mirror zur „Pop Personality of the Year“. In der erfolgreichen US-Serie Das A-Team übernahm Boy George in der 16. Folge der 4. Staffel (1986) eine Gastrolle und trat als er selbst vor Publikum und in anderen Szenen auf. Auf dem Höhepunkt seines Starruhms erschienen Boy-George-Ankleidepuppen, und viele Magazine lieferten Anleitungen zum Nachschneidern seiner Garderobe sowie zum Kopieren seiner Schminke. Madame Tussauds verewigte ihn schließlich in Wachs und nahm ihn in ihr Kabinett auf.

„George O’Dowd, bestens bekannt als Boy George, löst weltweit mehr Kontroversen aus als jeder andere Popstar. Und das nicht nur in der Musikszene […]. Die Meinungen über den Sänger und Texter mit dem schrillen Make-up und den weichen Schmuse-Songs reichen von Empörung bis Euphorie.“

### Solo-Karriere

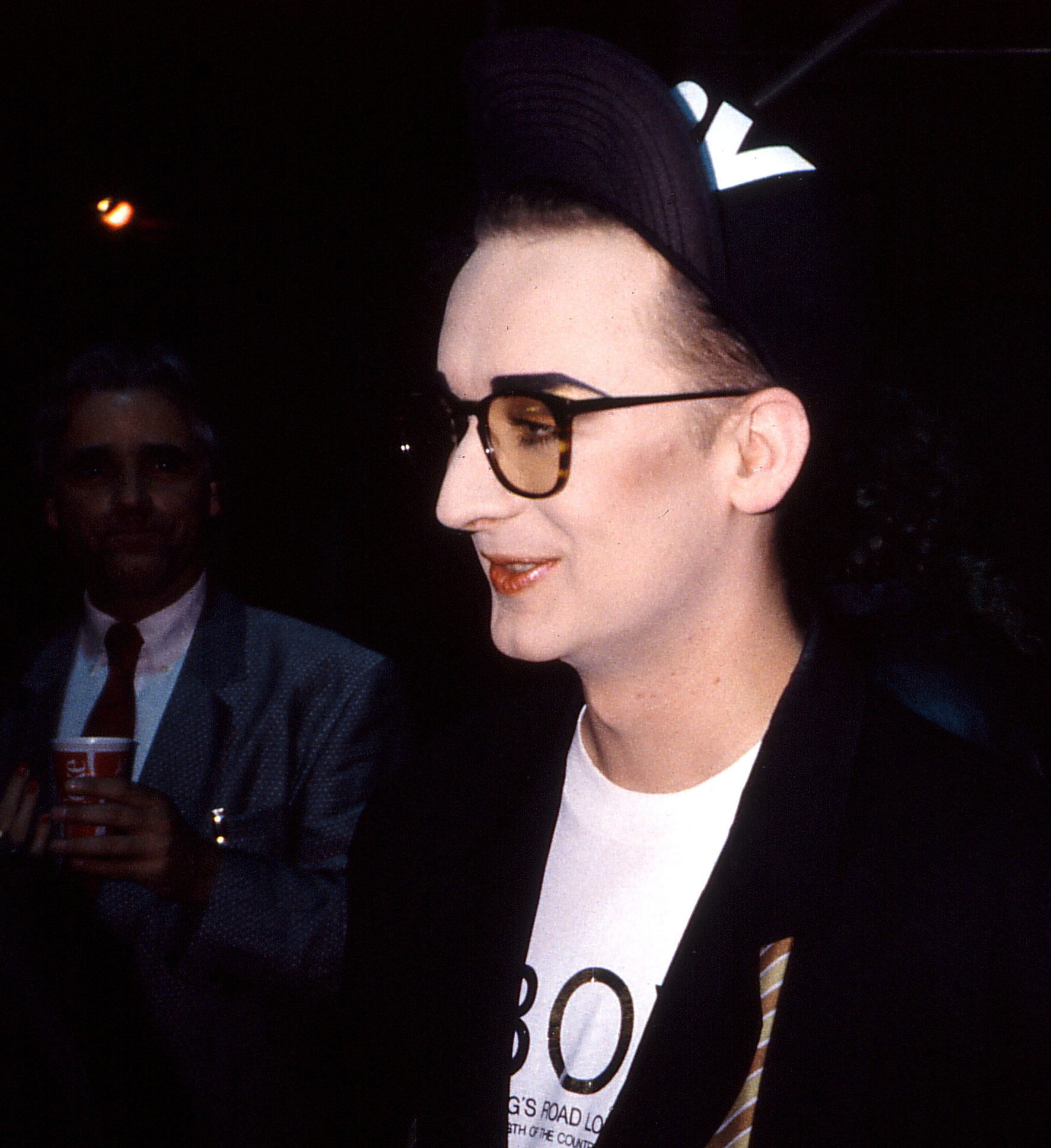
Boy George bei einer Formel-Eins-Party im Jahr 1988

1986 löste sich Culture Club nach der Veröffentlichung des vierten Albums auf. Es wurde keine offizielle Trennung bekanntgegeben, die Musiker gingen von jetzt an eigene Wege. Die Monate bis zur Veröffentlichung des ersten Boy George Solo-Albums waren vor allem von Skandalen geprägt. Seine Heroinabhängigkeit, die sein jüngerer Bruder David aus Sorge um sein Leben in einem Interview öffentlich machte, und der Tod des Musikers Michael Rudetski in der Villa des Popstars sorgten 1986 für wochenlange Negativschlagzeilen. Boy George hatte zudem an Gewicht verloren, seine Haare abgeschnitten und blondiert. Auf einem Wohltätigkeitskonzert 1986 fiel er durch eine eher schwache Stimme auf, wirkte desorientiert und hatte zudem sein Gesicht mit Mehl gepudert. Anklagen wegen Drogenbesitzes folgten und erschwerten die Einreise in die USA. Der Bravo gegenüber äußerte er in einem Interview 1987, dass die Monate bis zur Veröffentlichung von Everything I Own die schlimmsten seines Lebens gewesen seien.
Everything I Own wurde im Frühjahr 1987 als erste Solo-Single veröffentlicht und erreichte Platz 1 der britischen Hitlisten und konnte sich auch in weiteren Ländern in den Top-10 platzieren. Das Album Sold erreichte ebenfalls die Hitlisten, verkaufte sich jedoch eher schwach und das Plattenlabel des Sängers zeigte sich enttäuscht. Die Kosten für das Video seiner nächsten Single Keep me in Mind musste Boy George selbst tragen, da die Plattenfirma sich weigerte, das Projekt zu finanzieren. Keep me in Mind konnte sich, ebenso wie der Nachfolger Sold, in den UK-Top-40 platzieren. To Be Reborn erreichte Ende 1987 Platz 13 der UK-Charts und blieb sein letzter UK-Top-20-Erfolg. Als ehemaliger Drogenabhängiger und nach den Skandalen der vergangenen Monate war es Boy George nicht möglich, Sold in den Vereinigten Staaten zu promoten. Ebenfalls 1987 nahm er zusammen mit britischen Künstlern wie Paul McCartney oder Kim Wilde an dem Wohltätigkeitsprojekt Ferry Aid teil, bereits 1984 war er eine der prominenten Leadstimmen für Band Aid gewesen.
Don't Cry, die erste Single aus dem zweiten Album Tense Nervous Headache, verkaufte sich schlecht und so zögerte das Plattenlabel Virgin die Veröffentlichung des Albums heraus. Trotz der Popularität von Boy George floppte Tense Nervous Headache auf den wichtigen Musikmärkten. Bereits ein halbes Jahr später wurde mit Boyfriend das dritte Album auf dem Markt gebracht. Boy George war an der Zusammenstellung der Lieder für Boyfriend kaum beteiligt, Virgin nutzte Lieder, die es nicht auf Tense Nervous Headache geschafft hatten. Ein kleiner Erfolg wurde die Single Live My Life aus dem Soundtrack zu dem Film Hiding Out, die es in die US-Charts schaffte.
Für den US-Markt veröffentlichte Virgin mit High Hat eine Zusammenstellung der beiden vorangegangenen Alben. High Hat konnte sich in die Billboard 200 platzieren und wurde das erfolgreichste in den USA veröffentlichte Album von Boy George. Die Singles Don't Take My Mind on a Trip und You Found Another Guy wurden zu kleinen Achtungserfolgen.
1988 gründete er zusammen mit Jeremy Healy das Plattenlabel More Protein, welches vor allem junge Künstler publiziert. Boy George erscheint unter dem Pseudonym Angela Dust bei diversen Veröffentlichungen als Sänger, Autor und Produzent in diesem Label, welches vor allem in der Club-Szene erfolgreich mit Titeln wie Sun Machine und Everything Starts with an E wird. Ein weiteres Projekt ist sein 1989 gegründetes Bandprojekt Jesus Loves You, mit dem er 1991 auch einen Top-Ten-Hit, Bow Down Mister, hatte. Es folgten in den 1990er Jahren einige wenige Hits in Europa und auch wieder in den USA, wo er mit The Crying Game Platz 15 der Billboard Hot 100 erreichte. 1994 sang er den Titelsong zum deutschen Horror-Katzen-Animationsfilm Felidae. Erst 1995 erschien mit Cheapness And Beauty sein nächstes Album. Es unterschied sich mit seiner eklektizistischen Zusammenstellung aus Glam Rock, New Wave, Punk und seichtem Soul deutlich von seinen bisherigen Plattenaufnahmen. Der Spiegel bestätigte ihm schließlich, „einer der letzten Pop-Großmeister und nicht bloß ein einfallsloser Fälscher“ zu sein.

„Nein, ich will nie mehr so werden wie damals! Ich möchte zwar auch heute noch berühmt sein, aber als normaler Mensch leben können, das war damals nicht so, da bin ich als Paradiesvogel durch die Gegend gerannt und habe mir darin gefallen, dass ich von allen begafft wurde.“

Kommerziell erfolgreicher waren seine diversen DJ-Mixe, vor allem für Ministry of Sound ab 1995. Die Compilation-Reihe The Annual, in Zusammenarbeit mit Pete Tong (The Annual I-III) und später mit Judge Jules (The Annual IV), erreichte Gold- und Platinauszeichnungen. The Annual II wurde allein in England über 600.000 mal verkauft und erreichte Doppel-Platin sowie Platz 1 der UK Compilation Charts. Boy George tritt seit den 1990er Jahren vermehrt als DJ in Erscheinung und legt weltweit in Clubs auf.
2002 lief sein Musical Taboo, basierend auf seinen bunten Tagen als Blitz-Kid, im Londoner West End an und entwickelte sich dort zu einem Dauerbrenner. Der Erfolg konnte am Broadway 2003 nicht wiederholt werden. Das Musical wurde mit dem Laurence Olivier Award, Drama Desk Award, Theatre World Award und dem Whatsonstage.com Award ausgezeichnet. Mit der Single Run (Sash! feat. Boy George, 2002) konnte er sich erstmals seit 1991 wieder in den deutschen Top-50 platzieren.
Unter dem Namen B-Rude vertreibt Boy George seit 2004 auch sein eigenes Modelabel.
2013 erschien mit This Is What I Do sein erstes Studio-Album seit 18 Jahren. Vom Publikum und der Kritik gut aufgenommen erreichte es als erstes Solo-Album von Boy George die Top-100 der Charts in Deutschland sowie in England seinen zweiten Top-40 Erfolg nach Sold im Jahre 1987. The Guardian betitelte This Is What I Do als „Comeback des Jahres“. Begleitet wurde die Albumveröffentlichung von einer erfolgreichen Europa-Tournee. Im Oktober 2014 wurde Boy George mit dem Attitude Icon Award for Outstanding Achievement ausgezeichnet. 2016 war Boy George Coach in der 5. Staffel der TV-Talent-Show The Voice UK sowie Teilnehmer der Reality-TV-Show The New Celebrity Apprentice.

## Privatleben

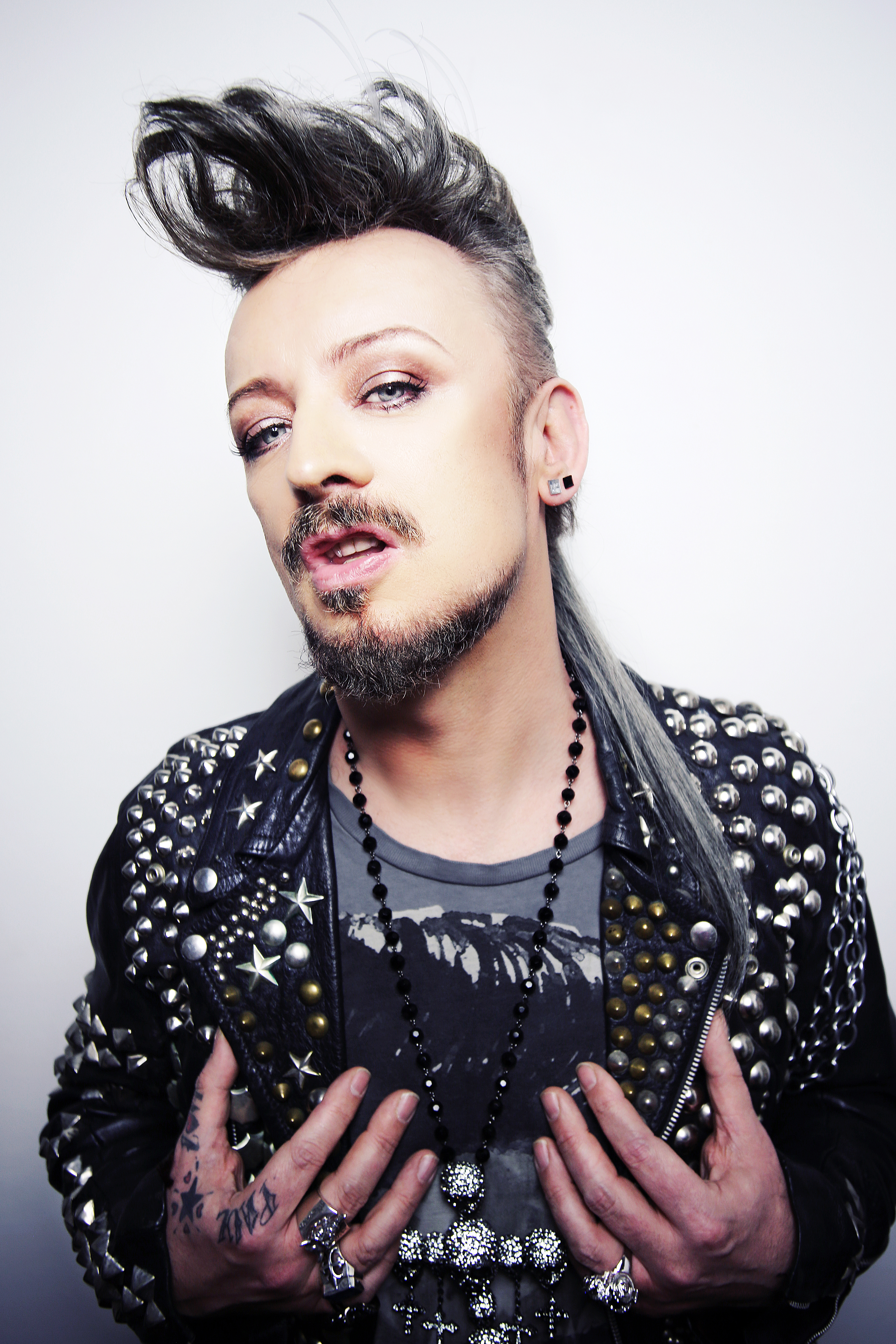
Boy George (2013)

Boy George war eine wichtige Ikone in der Schwulenszene der 1980er Jahre. Er machte von Beginn seiner Karriere an nie ein Geheimnis aus seiner Homosexualität. Von 1981 bis Anfang 1986 führte Boy George eine zunächst geheim gehaltene Beziehung mit Jon Moss, dem Schlagzeuger von Culture Club. Das Ende dieses Verhältnisses bedeutete für Boy George einen tiefen seelischen und persönlichen Absturz und war laut der Autobiographie einer der Gründe für den Beginn seiner Drogensucht. Festgenommen und verurteilt wegen Heroinbesitzes, nahm Boy George 1986 an einem gerichtlich angeordneten Drogenentzug teil. In Liedern wie To Be Reborn verarbeitete Boy George diese Erfahrung.
1995 erschien Boy Georges Autobiographie Take It Like a Man, in der er selbstironisch und selbstkritisch und ohne jedes Pathos – dabei teilweise bis ins kleinste Detail gehend – von seiner schwierigen Kindheit und Jugend, dem Aufstieg und Fall von Culture Club und seiner Drogensucht erzählt.
Nachdem die Polizei bei ihm Kokain gefunden hatte, wurde Boy George am 5. November 2005 in seinem New Yorker Apartment in Little Italy erneut wegen Drogenbesitzes festgenommen. Nach Zahlung einer Kaution musste er die USA bis auf Weiteres verlassen. Das Gerichtsverfahren wegen Drogenbesitzes wurde am 8. März 2006 eingeleitet. Neben einem Bußgeld in Höhe von 1000 Dollar wurde Boy George zu fünf Tagen Sozialdienst verurteilt, den er ab dem 14. August 2006 bei der New Yorker Straßenreinigung ableistete.

### Verurteilung wegen Körperverletzung und Freiheitsberaubung
Am 5. Dezember 2008 wurde Boy George vor dem Snaresbrook Crown Court in London wegen Körperverletzung und Freiheitsberaubung von Audun Carlsen, einem norwegischen Model und männlichen Callboy, verurteilt, der im April 2007 zu einem Fototermin mit Boy George erschienen war. Carlsen behauptete, er sei bei ihrem nächsten Treffen mit Handschellen an eine Wandhalterung gefesselt und mit einer Metallkette geschlagen worden, obwohl Boy George immer behauptet hat, dass nur die Fesselung stimmte und er Carlsen nie geschlagen habe. Sein Verteidiger führte die Auswirkungen seines langjährigen Drogenkonsums als mildernden Umstand an. Am 16. Januar 2009 wurde Boy George wegen dieser Straftaten zu einer Freiheitsstrafe von 15 Monaten verurteilt. Er war zunächst im HM Prison Pentonville in London inhaftiert, wurde dann aber ins HM Prison Highpoint North in Suffolk verlegt. Nach vier Monaten wurde er am 11. Mai 2009 vorzeitig entlassen. Für den Rest seiner Strafe musste er eine Fußfessel tragen und sich einer Ausgangssperre unterwerfen.
Im Dezember 2009, als er noch auf Bewährung aus dem Gefängnis entlassen wurde, beantragte Boy George bei der Bewährungshilfe, dass er in der siebten Staffel von Celebrity Big Brother auftreten dürfe. Sein Antrag wurde abgelehnt. Richard Clayton, der den Bewährungsdienst vertrat, erklärte, dass Boy Georges Teilnahme ein „hohes Risiko“ für den Ruf des Bewährungskonzepts darstellen würde. Er argumentierte, dass das Vertrauen der Öffentlichkeit in das Strafrechtssystem untergraben werden könnte, wenn George eine „lukrative Summe“ verdiene und seinen Auftritt in der Show dazu nutze, seinen Status als Prominenter erneut zu fördern.

## Wirkung

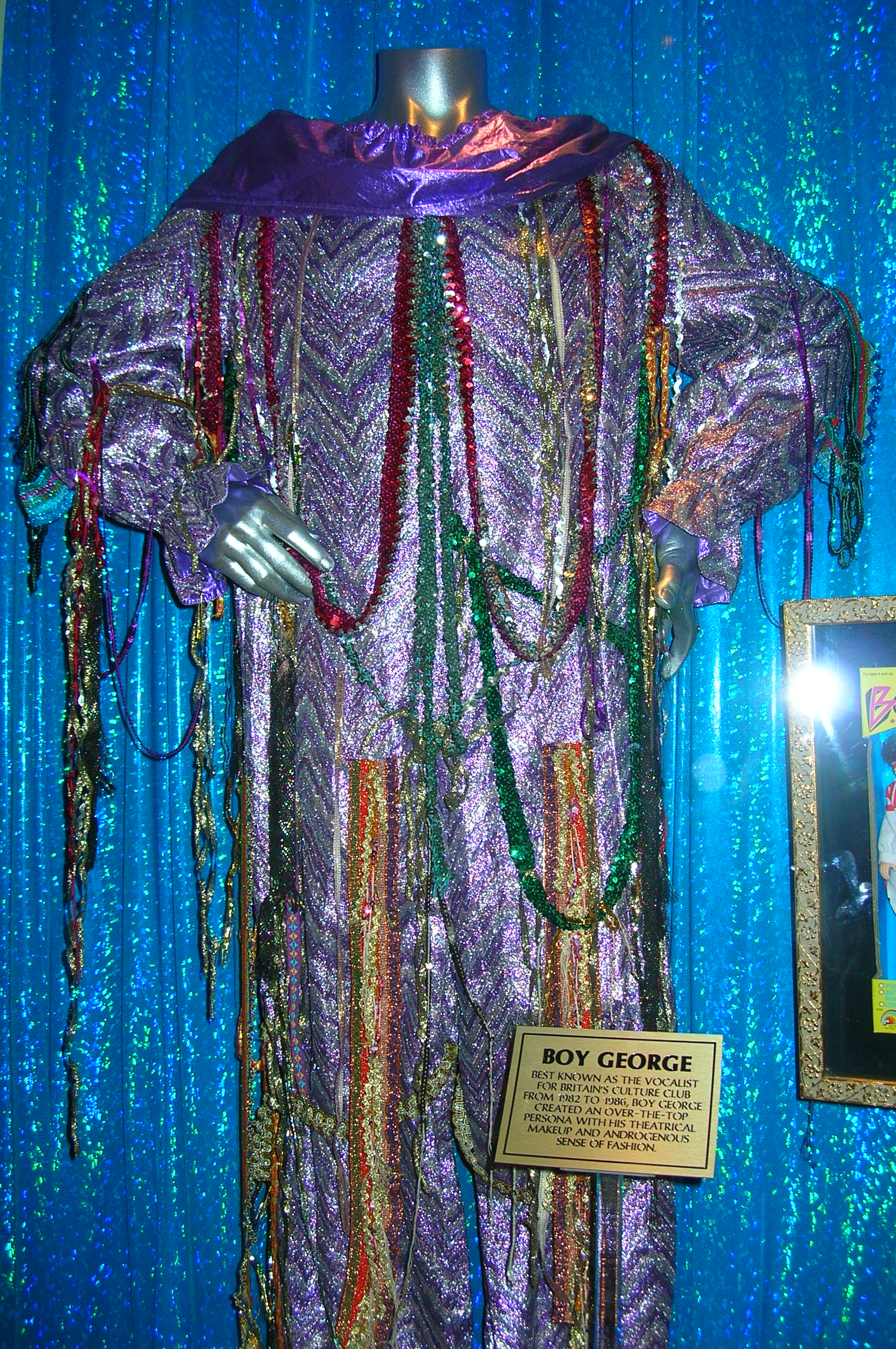
Bühnenkleidung von Boy George als Ausstellungsstück im Hard Rock Cafe Hollywood

Boy George gehörte und gehört zu den bekanntesten Gesichtern der Popmusik der 1980er Jahre und der Second British Invasion, Newsweek und der Rolling Stone brachten ihn zu diesem Thema auf die Titelseite.
Im April 1984 zeigte sich die Comic-Figur Alfred E. Neumann als Boy George auf dem Cover des MAD-Magazine und er erschien im gleichen Jahr als erster Mann auf der Titelseite des britischen Modemagazin Cosmopolitan. Der Musiksender MTV verhalf Boy George in den USA zu großer Popularität und so verkündete George, zusammen mit anderen Stars der frühen 1980er, „I Want My MTV“ in den Promo-Clips des TV-Senders welche stilgebend für die 1980er Jahre wurden.
Einzug fand er u. a. in Lieder von Nina Hagen (The Change) und den Ärzten (Mädchen). 1984 hatten die Country-Musiker Joe Stampley und Moe Bandy großen Erfolg mit Where's the Dress, einer Persiflage auf Boy George. Ankleidepuppen erschienen ebenfalls wie ein Boy-George-Snoopy. Des Weiteren erschien eine große Anzahl an Merchandising-Produkte, Magazine und Bücher wie das Boy George Fashion & Make-up Book 1984. In seinem Buch Like Punk Never Happened: Culture Club and the New Pop (1986) beschreibt der Musikjournalist Dave Rimmer die britische Popmusik der 1980er Jahre am Aufstieg und Fall von Boy George und Culture Club.
Parodiert wurde er u. a. von Ronnie Corbett in The Two Ronnies (1983), Matt Lucas in Rock Profile (1999) und Steve Edge in Star Stories (2006). 1985 wurde Boy George in dem bekannten Musikvideo zu David Lee Roths Just a Gigolo / I Ain't Got Nobody parodiert. In einem 80s Special der Serie Celebrity Deathmatch trat er im Ring gegen Don Johnson an. Diane Kruger stellt Boy George in dem Musikvideo Somebody to Love Me (2010) von Mark Ronson & The Business Intl. dar.
Boy Georges frühes Leben in den 1980er Jahren wurde 2010 unter dem Titel Worried About the Boy verfilmt. Der dramatische Fernsehfilm erzählt von Boy Georges ersten Karriereschritten bis hin zu seinem Erfolg mit Culture Club sowie seiner Beziehung zu Jon Moss. BBC2 strahlte den Film im Rahmen ihrer Eighties Season im Mai 2010 erstmals aus. Die Hauptrollen übernahmen Douglas Booth als Boy George und Mathew Horne als Jon Moss. Regie führte Julian Jarrold. 2019 wurde bekannt, dass ein breit angelegter Spielfilm über das Leben von Boy George geplant ist. Das Drehbuch wird von Sacha Gervasi geschrieben.
In einer Umfrage der BBC von 2002 wurde er auf Platz 46 der 100 Greatest Britons gewählt.

## Diskografie
Studioalben

| Jahr | Titel                                        | Höchstplatzierung, Gesamtwochen, AuszeichnungChartplatzierungen (Jahr, Titel, Platzierungen, Wochen, Auszeichnungen, Anmerkungen) | Höchstplatzierung, Gesamtwochen, AuszeichnungChartplatzierungen (Jahr, Titel, Platzierungen, Wochen, Auszeichnungen, Anmerkungen) | Höchstplatzierung, Gesamtwochen, AuszeichnungChartplatzierungen (Jahr, Titel, Platzierungen, Wochen, Auszeichnungen, Anmerkungen) | Höchstplatzierung, Gesamtwochen, AuszeichnungChartplatzierungen (Jahr, Titel, Platzierungen, Wochen, Auszeichnungen, Anmerkungen) | Höchstplatzierung, Gesamtwochen, AuszeichnungChartplatzierungen (Jahr, Titel, Platzierungen, Wochen, Auszeichnungen, Anmerkungen) | Höchstplatzierung, Gesamtwochen, AuszeichnungChartplatzierungen (Jahr, Titel, Platzierungen, Wochen, Auszeichnungen, Anmerkungen) | Anmerkungen                                                                                     |
| Jahr | Titel                                        | DE | AT | CH | UK | US | R&B | Anmerkungen                                                                                     |
| ---- | -------------------------------------------- | --- | --- | --- | --- | --- | --- | ----------------------------------------------------------------------------------------------- |
| 1987 | Sold                                         | — | — | CH15 (2 Wo.)CH | UK29 Silber · (6 Wo.)UK | US145 (5 Wo.)US | — | Erstveröffentlichung: 15. Juni 1987 Produzenten: Stewart Levine, Glen Skinner Verkäufe + 60.000 |
| 1988 | Tense Nervous Headache                       | — | — | — | — | — | — | Erstveröffentlichung: 1988                                                                      |
| 1989 | Boyfriend                                    | — | — | — | — | — | — | Erstveröffentlichung: 21. Juli 1989                                                             |
| 1990 | The Martyr Mantras                           | DE44 (10 Wo.)DE | AT13 (12 Wo.)AT | — | UK60 (1 Wo.)UK | — | — | Erstveröffentlichung: 1. April 1991 in einigen Ländern unter Jesus Loves You erschienen         |
| 1995 | Cheapness and Beauty                         | — | — | — | UK44 (1 Wo.)UK | — | — | Erstveröffentlichung: 22. Mai 1995 Produzenten: Jessica Corcoran, John Themis                   |
| 1999 | The Unrecoupable One Man Bandit (Volume One) | — | — | — | — | — | — | Erstveröffentlichung: 1999                                                                      |
| 2002 | U Can Never B2 Straight                      | — | — | — | — | — | — | Erstveröffentlichung: 19. September 2002                                                        |
| 2010 | Ordinary Alien: The Kinky Roland Files       | — | — | — | — | — | — | Erstveröffentlichung: 8. Oktober 2010                                                           |
| 2013 | This Is What I Do                            | DE56 (1 Wo.)DE | AT61 (1 Wo.)AT | — | UK33 (2 Wo.)UK | — | — | Erstveröffentlichung: 28. Oktober 2013 Produzenten: Richie Stevens, John Themis                 |
| 2020 | This Is What I Dub Vol 1                     | — | — | — | — | — | — | Erstveröffentlichung: 6. April 2020                                                             |

## Filmografie (Auswahl)
- 1984: Culture Club: A Kiss Across the Ocean (Konzertfilm)
- 1986: Das A-Team (The A-Team), 1 Folge „George, der Cowboy“ (In dieser Serien-Episode spielen Culture Club in einer Bar die Songs "God thank you woman", "Move away" und "Karma Chameleon")
- 1986: Bob Hope's Royal Command Performance from Sweden
- 1998: Behind the Music (Dokumentarfilm)
- 1998: The Wolves of Kromer (Off-Sprecher)
- 2006: Wir verstehen uns wunderbar (Désaccord parfait)
- 2012: Animal Charm (Kurzfilm)
- 2016: The Voice UK (Castingshow)
- 2017: The New Celebrity Apprentice (Reality-Show)
- 2017–2020: The Voice Australia (Castingshow)

## Auszeichnungen (Auswahl)
- Daily Mirror Readers' Award
  - 1983: „Outstanding Music Personality 1982“
- Ivor Novello Award
  - 2015: „Outstanding Contribution to British Music“[27]
- Irish Post Awards
  - 2019: „Outstanding Contribution to Music“[28]

## Veröffentlichungen
- Boy George, mit Spencer Bright: Take It Like a Man. Sidgwick & Jackson, London 1995, ISBN 0-283-99217-4.
- Boy George, mit Paul Gorman: Straight. Century, London 2005, ISBN 1-84413-390-7.
- Boy George, mit Dragana G. Brown: Karma Cookbook. Carroll & Brown Publishers, London 2001, ISBN 1-903258-16-2.